# Richard Meade, III conte di Clanwilliam
Richard Charles Francis Christian Meade, III conte di Clanwilliam (Dublino, 15 agosto 1795 – Londra, 7 ottobre 1879), è stato un diplomatico e politico irlandese.

## Biografia
Era il figlio di Richard Meade, II conte di Clanwilliam, e di sua moglie, la contessa Caroline von Thun und Hohenstein. Nel 1805 succedette al padre come conte di Clanwilliam.

## Carriera
Successivamente Lord Clanwilliam si è unito al Servizio diplomatico. Ha frequentato l'entourage di Lord Castlereagh al Congresso di Vienna nel 1814 ed è stato il suo segretario privato (1817-1819) in qualità di Segretario agli Esteri. Fu uno dei primi a vedere la vedova di Castlereagh dopo il suo suicidio: lo abbracciò calorosamente, dicendo che Castlereagh lo aveva amato. Fu lui che prese la decisione di dare a Lord Castlereagh un funerale ufficiale nell'Abbazia di Westminster, per la quale fu criticato da coloro che credevano che il desiderio di Castlereagh fosse per un funerale privato. Fu uno dei tanti testimoni che in seguito testimoniò la sempre più strana condizione mentale di Castlereagh nei giorni precedenti al suo suicidio.
Divenne Sottosegretario di Stato per gli affari esteri nel 1822 e in seguito ambasciatore a Berlino (1823-1827). Nel 1828 fu creato Barone Clanwilliam, di Clanwilliam nella contea di Tipperary, nella Pari del Regno Unito.
Nel 1847 ottenne la posizione onoraria del Capitano di Deal Castle, che mantenne fino alla sua morte.

## Matrimonio
Sposò, il 3 luglio 1830 a St. George Church a Londra, Lady Elizabeth Herbert (31 marzo 1809-20 settembre 1858), figlia di George Herbert, XI conte di Pembroke. Ebbero cinque figli:
- Richard Meade, IV conte di Clanwilliam (3 ottobre 1832-4 agosto 1907);
- Lady Selina Catherine Meade (1834-20 novembre 1911), sposò in prime nozze Granville Vernon, non ebbero figli, in seconde nozze John Bidwell, non ebbero figli, e in terze nozze Henry Hervey, non ebbero figli;
- Sir Robert Henry Meade (16 dicembre 1835-8 gennaio 1898), sposò in prime nozze Lady Mary Lascelles, ebbero una figlia, e in seconde nozze Caroline Grenfell, ebbero un figlio;
- Sidney Meade (29 ottobre 1839-11 febbraio 1917), sposò Lucy Emma Jacob, ebbero tre figli;
- Herbert George Philip Meade (1842-1868).

## Ascendenza
|                                         |                               |                                             | Genitori                                     |  |  | Nonni |  |  | Bisnonni                     |  |  | Trisnonni               |  |
|                                         |                               |                                             |                                              |  |  |       |  |  | Richard Meade, III baronetto |  |  | John Meade, I baronetto |  |
|                                         |                               |                                             |                                              |  |  |       |  |  | Richard Meade, III baronetto |  |  | John Meade, I baronetto |  |
|                                         |                               | Elizabeth Butler                            |                                              |  |  |       |  |  | Richard Meade, III baronetto |  |  |                         |  |
| John Meade, I conte di Clanwilliam      |                               |                                             |                                              |  |  |       |  |  | Richard Meade, III baronetto |  |  |                         |  |
|                                         |                               | Catherine Prittie                           | Henry Prittie                                |  |  |       |  |  |                              |  |  |                         |  |
|                                         |                               | Catherine Prittie                           | Henry Prittie                                |  |  |       |  |  |                              |  |  |                         |  |
|                                         |                               | Catherine Prittie                           | Elizabeth Harrison                           |  |  |       |  |  |                              |  |  |                         |  |
| Richard Meade, II conte di Clanwilliam  |                               | Catherine Prittie                           |                                              |  |  |       |  |  |                              |  |  |                         |  |
|                                         |                               | Robert Hawkins-Magill                       | John Hawkins-Magill                          |  |  |       |  |  |                              |  |  |                         |  |
|                                         |                               | Robert Hawkins-Magill                       | John Hawkins-Magill                          |  |  |       |  |  |                              |  |  |                         |  |
|                                         |                               | Robert Hawkins-Magill                       | Rose Colville                                |  |  |       |  |  |                              |  |  |                         |  |
| Theodosia Hawkins-Magill                |                               | Robert Hawkins-Magill                       |                                              |  |  |       |  |  |                              |  |  |                         |  |
|                                         |                               | Ann Bligh                                   | John Bligh, I conte di Darnley               |  |  |       |  |  |                              |  |  |                         |  |
|                                         |                               | Ann Bligh                                   | John Bligh, I conte di Darnley               |  |  |       |  |  |                              |  |  |                         |  |
|                                         |                               | Ann Bligh                                   | Theodosia Hyde, X baronessa Clifton          |  |  |       |  |  |                              |  |  |                         |  |
| Richard Meade, III conte di Clanwilliam |                               | Ann Bligh                                   |                                              |  |  |       |  |  |                              |  |  |                         |  |
|                                         | Josef von Thun und Hohenstein | Francis Josephvon Thun und Hohenstein       |                                              |  |  |       |  |  |                              |  |  |                         |  |
|                                         | Josef von Thun und Hohenstein | Francis Josephvon Thun und Hohenstein       |                                              |  |  |       |  |  |                              |  |  |                         |  |
|                                         | Josef von Thun und Hohenstein | Maria Philippine von Harrach                |                                              |  |  |       |  |  |                              |  |  |                         |  |
| Franz von Thun und Hohenstein           | Josef von Thun und Hohenstein |                                             |                                              |  |  |       |  |  |                              |  |  |                         |  |
|                                         |                               | Maria Christiana von Hohenzollern-Hechingen | Hermann Friedrich von Hohenzollern-Hechingen |  |  |       |  |  |                              |  |  |                         |  |
|                                         |                               | Maria Christiana von Hohenzollern-Hechingen | Hermann Friedrich von Hohenzollern-Hechingen |  |  |       |  |  |                              |  |  |                         |  |
|                                         |                               | Maria Christiana von Hohenzollern-Hechingen | Maria Josefa zu Oettingen-Spielberg          |  |  |       |  |  |                              |  |  |                         |  |
| Marie-Caroline von Thun und Hohenstein  |                               | Maria Christiana von Hohenzollern-Hechingen |                                              |  |  |       |  |  |                              |  |  |                         |  |
|                                         |                               | Corfitz Anton von Ulfeldt                   | Leo von Ulfeldt                              |  |  |       |  |  |                              |  |  |                         |  |
|                                         |                               | Corfitz Anton von Ulfeldt                   | Leo von Ulfeldt                              |  |  |       |  |  |                              |  |  |                         |  |
|                                         |                               | Corfitz Anton von Ulfeldt                   | Anna Maria von Sinzendorf                    |  |  |       |  |  |                              |  |  |                         |  |
| Maria Wilhelmine von Ulfeldt            |                               | Corfitz Anton von Ulfeldt                   |                                              |  |  |       |  |  |                              |  |  |                         |  |
|                                         |                               | Maria Elisabeth von Lobkowicz               | Philipp Hyazint von Lobkowicz                |  |  |       |  |  |                              |  |  |                         |  |
|                                         |                               | Maria Elisabeth von Lobkowicz               | Philipp Hyazint von Lobkowicz                |  |  |       |  |  |                              |  |  |                         |  |
|                                         |                               | Maria Elisabeth von Lobkowicz               | Anna Maria Wilhelmine von Althann            |  |  |       |  |  |                              |  |  |                         |  |
|                                         |                               | Maria Elisabeth von Lobkowicz               |                                              |  |  |       |  |  |                              |  |  |                         |  |